# Gynnidomorpha curviphalla
Gynnidomorpha curviphalla es una especie de polilla tortrícida perteneciente a la tribu Cochylini, de la subfamilia Tortricinae, orden Lepidoptera. Fue descrita científicamente por Sun y Li en 2013.
Cuenta con una envergadura de 12-13 mm, en ejemplares adultos. Las antenas de color oscuro, tórax marrón, alas anteriores marrones.

## Distribución
Se distribuye por Asia, en China, en las localidades de Pekín, Guizhou, Hebei, Henan y Tianjin.